# 미얀마 연방의회

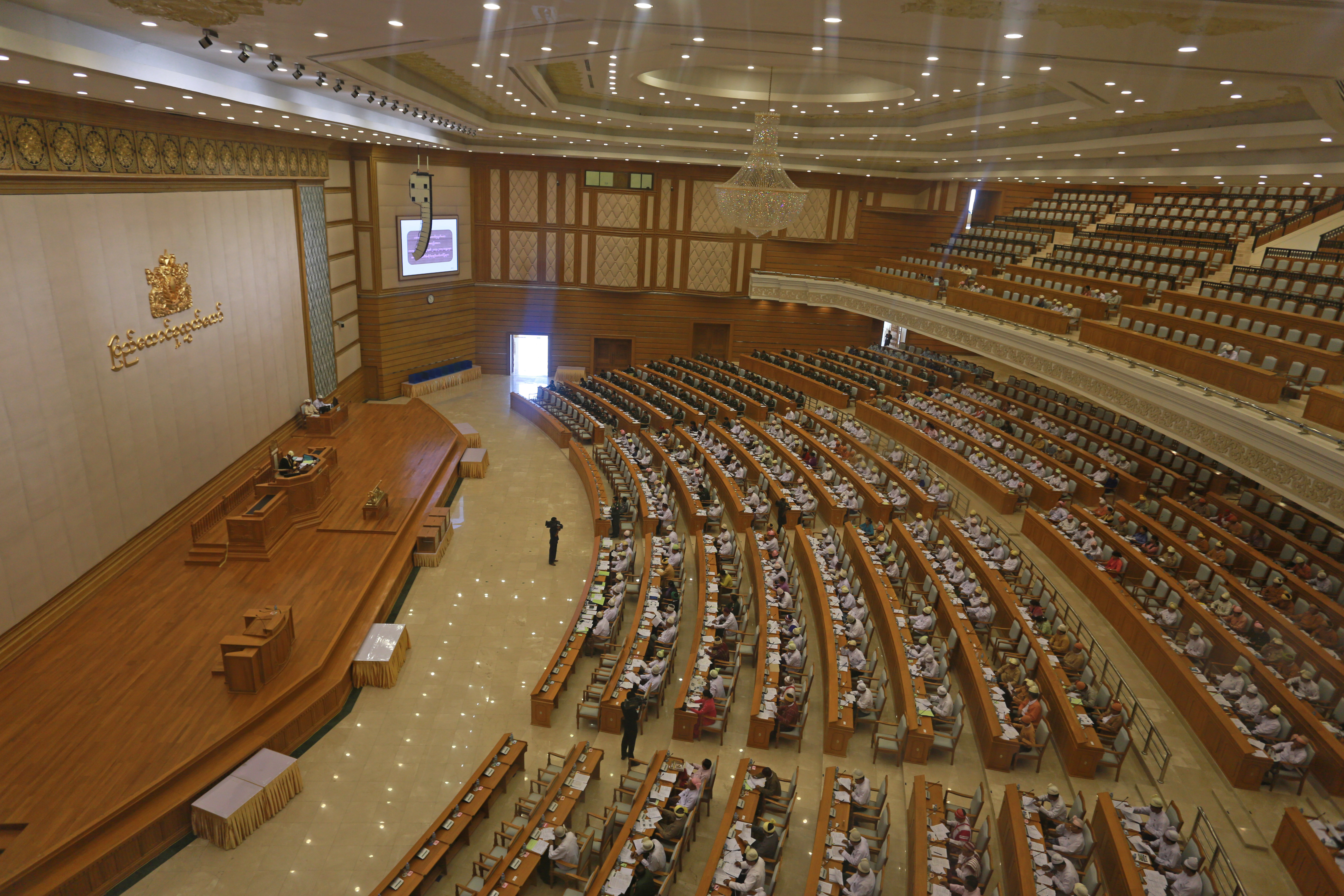

미얀마 연방의회(버마어: ပြည်ထောင်စု လွှတ်တော် 삐다웅주 루또)는 2008년 헌법 개정으로 구성된 미얀마의 실질적인 연방 의회이며 상원 민족원과 하원 인민원이 있다.

## 같이 보기
- 미얀마의 정치